# Lochen Dharmaśrī
| Tibetische Bezeichnung                     |
| ------------------------------------------ |
| Tibetische Schrift: ལོ་ཆེན་དྷརྨ་ཤྲཱིཿ              |
| Wylie-Transliteration: lo chen dharma shrI |

Lochen Dharmaśrī oder Minling Lochen Dharmashri (smin gling lo chen dharma shrI; * 1654; † 1717) war ein Geistlicher und bedeutender Gelehrter der Mindrölling-Tradition, einer Unterschule der Nyingma-Schule des tibetischen Buddhismus und Bruder des großen Tertön Terdag Lingpa (1646–1714), des Gründers von Mindrölling (smin grol gling), des Gründungsklosters in Dranang (Zhanang) im Regierungsbezirk Shannan (Lhoka) in Tibet.
Lochen Dharmaśrī war der 2. Minling Khenchen Rinpoche des Klosters Mindrölling und eine zentrale Figur der Phug-Schule der tibetischen Astronomie und Astrologie, die auf
Lhündrub Gyatsho zurückgeht und der auch Norsang Gyatsho (1423–1513) angehörte.
Zu seinen wichtigsten Schriften zählt rTsis kyi man ngag nyin mor byed pa'i snang ba aus dem Jahr 1714.
Er wurde von dsungarischen Invasoren getötet, die Anhänger der Nyingma-Schule verfolgten.

## Werke
- Smin-glin Lo-chen Dharma-sri: Rtsis Kyi Man nag nin Mor Byed Pai Snan Ba. Bod-ljons mi dmans dpe skrun khan 1990; ISBN 7-223-00255-7 (chin. Angaben: 达莫师利 «日光论»; 西藏人民出版社)
- Gesammelte Werke (tbrc)